# Paraoxypilus distinctus
Paraoxypilus distinctus es una especie de mantis de la familia Amorphoscelidae.

## Distribución geográfica
Se encuentra en Australia.